# Thomas Lacoste
Pour les articles homonymes, voir Lacoste.
Thomas Lacoste, né le 19 janvier 1972 à Bordeaux (Gironde), est un réalisateur, scénariste, producteur, éditeur et  essayiste français. 

## Biographie
En 1994, Thomas Lacoste fonde la revue de pensée critique internationale Le Passant Ordinaire et les Éditions du Passant en 1997.
Entre 1999 et 2005, il crée à Bordeaux et dirige le Festival transdisciplinaire de créations contemporaines Rencontres Internationales de l’Ordinaire (RIO).
En 2006, en amont de la campagne présidentielle de 2007, il lance et anime L’Autre campagne, qui donnera lieu à un livre du même nom, co-dirigé avec le physicien Georges Debrégeas.
À partir de 2007, il réalise les documentaires Réfutations, Universités en danger et Université, le grand soir,sur la présidence de Nicolas Sarkozy et anime un blog vidéo pour Libération.
En 2008, il sort un nouveau volet avec le film Rétention de sûreté – Une peine infinie, co-produit avec le Syndicat de la magistrature, qui s’oppose à la loi du même nom adoptée le 25 février 2008,,.
En 2009, il lance La Bande Passante, un réseau international de pensées critiques, de créations contemporaines et de pratiques alternatives.
En 2012, un coffret DVD Penser critique, Kit de survie éthique et politique pour situations de crise(s) édité par les Éditions Montparnasse réunit 47 de ses ciné-entretiens.
En 2013, il réalise le film Notre Monde.
Depuis 2017, son travail se développe autour de la sortie du conflit armé au Pays basque. Dans ce cadre, il réalise trois films, dont un long-métrage, L’hypothèse démocratique – Une histoire basque.
Parallèlement, il organise à l’Assemblée nationale, les 25 et 26 mai 2021, avec le sociologue Michel Wieviorka et le député Sébastien Nadot, un colloque international sur la paix, Dialoguer entre ennemis – Nécessités et obstacles à la résolution des conflits armés dans le monde, qui réunira des diplomates et des négociateurs autour des conflits basque, colombien, congolais, irlandais et israélo-palestinien. Il donne plusieurs conférences sur le processus de transformation du conflit, dont, entre autres, deux à la Sorbonne, le 17 mars 2022, Processus de paix au Pays basque : 10 après le 17 mars 2022 et Invisibilisation. Éclairer le non-vu, parler le non-dit. Retour sur une tétralogie sur le processus de transformation du conflit au Pays basque. Le 14 juin 2022, entre les deux tours des législatives françaises, il donne une conférence de presse à l’Assemblée nationale, aux côtés du député membre de la Commission des Affaires étrangères Sébastien Nadot, où il s’adresse aux futurs députés, au nouveau gouvernement et au chef de l’État pour « qu’ils s’engagent à résoudre sur le fond les conséquences du conflit » notamment sur la question des prisonniers et à garantir « la protection indéfectible des négociateurs de paix ».
Il vit et travaille à Paris.

## Filmographie (sélective)
- 2007 : Réfutations (68’, LBP)[22]
- 2007 : Universités, le grand soir (68’, LBP)[23]
- 2008 : Rétention de sûreté – Une peine infinie (68’, LBP)[24]
- 2009 : Les mauvais jours finiront – 40 ans de justice en France (126’, LBP)[24]
- 2010 : Ulysse clandestin ou les dérives identitaires (93’, LBP)[24]
- 2013 : Notre monde (120’, Agat films, LBP, Sister productions)[25]
- 2018 : Réparer l'Injustice – La réhabilitation des mineurs grévistes de 1948 (78', Institut Universitaire Varenne & LBP)[26]
- 2020 : Pays basque & liberté – Un long chemin vers la paix (52’, Sister Productions, Prima Luce, LBP, Gastibeltza Filmak, Public Sénat & France télévisions)[27]
- 2022: L’hypothèse démocratique – Une histoire basque (140', Sister Productions, LBP, Gastibeltza Filmak & Prima Luce)[28],[29],[30]

## Festivals
Notre Monde  a fait l’ouverture du cycle documentaires des Rencontres Internationales Paris/Berlin/Madrid au Palais de Tokyo (Paris) le 1er décembre 2012. Le 100e débat public autour du film s'est déroulé lors du 67e Festival d'Avignon le 15 juillet 2013 et a été projeté lors de l'exposition The Happy Show à La Gaîté Lyrique (Paris) dans le cadre du cycle Happiness is a Warm Gun le 14 janvier 2014.
En 2020, Pays basque & liberté – Un long chemin vers la paix (52 min, Sister Productions, Prima Luce, LBP, Gastibeltza Filmak, Public Sénat & France télévisions) est présenté, en avant-première, en sélection officielle au Festival international de programmes audiovisuels documentaires de Biarritz, diffusé sur France 3 Aquitaine en avril de la même année.
En 2021, Pays basque & liberté – Un long chemin vers la paix remporte le premier prix international du meilleur long métrage documentaire au Noida International Film Festival de Delhi en Inde. En 2022, le film est sélectionné au Festival International Beyond Borders en Écosse.
L’hypothèse démocratique – Une histoire basque est présenté en avant-première aux États généraux du film documentaire de Lussas le 24 août 2021 et en séance spéciale de clôture du festival international du documentaire Cinéma du Réel au Centre Beaubourg le 20 mars 2022. Le film est présenté également en avant-première dans les festivals Les écrans du doc à Décines-Charpieu le 1er avril et aux Rencontres sur les docks à Bayonne le 7 avril 2022.

## Rétrospective
- 2012 : rétrospective au cinéma Reflet Médicis à Paris[42].